# Ferdinand Piëch
Pour les articles homonymes, voir Piëch.
Ferdinand Karl Piëch, né le 17 avril 1937 à Vienne (Autriche) et mort le 25 août 2019 à Rosenheim (Allemagne),, est un ingénieur et industriel autrichien.
Petit-fils de Ferdinand Porsche, il détenait 13,2 % des actions Porsche et dirigeait Porsche Salzburg. Il est président du directoire de 1993 à 2002 puis président du conseil de surveillance du groupe Volkswagen AG de 2002 à 2015. Il se désengage totalement de Volkswagen en 2017 et revend ses actions.

## Biographie

### Enfance
Fils d'Anton Piëch et de Louise Porsche, sa mère donne à son second fils le prénom de son propre père, l’ingénieur Ferdinand Porsche. Ferdinand Piëch passe son enfance en Autriche, dans la petite ville de Zell am See.

### Les années Porsche
En 1963, Ferdinand Piëch, âgé de 26 ans, est ingénieur et fait ses débuts chez Porsche, à Stuttgart, où il teste les nouveaux moteurs. Quatre ans plus tard, il devient directeur de ce service, avant d'accéder au poste de directeur de la recherche et du développement en 1969. Il participe à l'élaboration de la Porsche 911 et est le créateur de son moteur 6 cylindres à plat de 2 litres. Il est aussi responsable du programme Compétition, menant à la victoire les Porsche 908 et Porsche 917. Son talent inquiète son oncle Ferry Porsche, concepteur de la Porsche 356 qui s'est distinguée aux 24 Heures du Mans 1951, qui le voit comme un gaspilleur de fonds. Il comprend alors qu'il ne pourra pas accéder aux postes névralgiques de Porsche, et se fait « remercier ». Quelques années plus tard, Ferdinand Piëch déclare : « Je ne suis pas né dans la bonne branche de la famille » et révèle que son oncle Ferry Porsche l'a chargé d'imaginer le moteur de la première Porsche 911.
Ferdinand Piëch fonde alors son propre bureau d'études à Stuttgart et développe un moteur diesel cinq cylindres pour Mercedes-Benz.

### Les années Audi
En 1972, Ferdinand Piëch entre chez Audi (filiale de Volkswagen AG). Il est alors responsable du développement technique. Il prend la direction du bureau d'études dès 1974, et accède en 1975 au directoire dont il sera président de 1988 à 1992. Il instaure de nouvelles règles de travail et teste absolument tout lui-même. Il donne alors à la marque une image nouvelle, notamment en redessinant lui-même les voitures et en concevant de nouveaux moteurs dont le 5 cylindres de la marque. Ses modèles emblématiques sont le coupé Audi Quattro qui popularise les transmissions intégrales Quattro et l'Audi 100 à l'aérodynamique record. Audi devient deux fois champion du monde des rallyes et devient un concurrent important de BMW et Mercedes-Benz. Le cas d'Audi est un véritable cas d'école car aucune marque ne s'est hissée aussi vite de la catégorie moyenne gamme vers le haut de gamme.

### Les années Volkswagen

#### Prise du directoire
En 1991, Volkswagen est en crise. Après son rachat de Seat et Škoda et son lancement au Brésil et en Chine, ses pertes s'élèvent à plus de deux milliards de francs. Pour redresser la situation, Ferdinand Piëch est appelé à prendre la direction de Volkswagen en remplacement de Carl Hahn (en) le 1er janvier 1993.
Pour arriver à ce poste, il a présenté un projet des plus audacieux : mettre en commun le plus d'éléments possible entre les voitures, notamment des plates-formes communes, pour diminuer les coûts. Exactement l'inverse de ce qu'il avait fait chez Audi. Piëch prévoit ainsi d'économiser plus de trois milliards de marks par an. De plus, il acquiert le soutien de Gerhard Schröder, alors ministre-président de la Basse-Saxe. Ce soutien est important, car le Land détient 18,8 % du groupe.
Il nomme au poste de responsable des achats Jóse Ignacio López de Arriortúa, alors second homme de Jack Smith, président de General Motors. Pour le persuader de quitter GM, Piëch lui promet de construire une usine automobile dans son village natal, Amorebieta-Etxano, dans la Communauté autonome basque d'Espagne. Elle n'est jamais construite, et après quatre années de travail pour Volkswagen, López est remercié.
Lorsqu'il prend ses fonctions au directoire, l'ambiance dans les bureaux de Wolfsbourg est tendue. Et pour cause, Ferdinand Piëch inquiète: en trois ans, il se sépare de vingt-cinq membres du directoire. Il commente ainsi son arrivée : « À Wolfsbourg, ils m'attendaient avec un fusil, mais je ne leur ai pas laissé le temps de tirer [...] La productivité exigée des ouvriers doit s'appliquer aux dirigeants ». Ceux qui restent doivent renoncer à leurs chauffeurs, conduire eux-mêmes les différentes voitures du groupe afin de mieux les connaître. Soucieux de la qualité de fabrication, il n'hésite pas à se rendre lui-même chez les fournisseurs, pour des visites surprises. Il contrôle alors de manière très méticuleuse la qualité des pièces et se montre intransigeant face aux erreurs.

#### Un amour insensé des voitures
Ferdinand Piëch constitue un empire automobile en rachetant en quelques mois Bentley, Bugatti et Lamborghini pour le compte de Volkswagen. Il demande alors aux ingénieurs de Volkswagen de concevoir un nouveau moteur W16 pour Bugatti.

#### Un conducteur passionné
Connu pour sa poigne de fer, Ferdinand Piëch est aussi reconnu pour ses talents de pilotage. D'après son entourage, même ses gardes du corps n'arrivent pas à le suivre lorsqu'il prend le volant. Deux fois par an, il emmène certains de ses salariés (ingénieurs, techniciens ou autres) pour ce qu'ils appellent l'opération Turquie. Le but est de tester les voitures (du groupe et des marques concurrentes) dans des conditions extrêmes : dans un froid sibérien ou par une chaleur saharienne. Le but n'est pas seulement de tester les voitures, mais aussi les hommes.

#### Le conseil de surveillance
En 2002, Ferdinand Piëch quitte la direction opérationnelle de Volkswagen. Il devient cependant président du conseil de surveillance du groupe. Il en démissionne le 25 avril 2015 après avoir perdu son bras de fer contre les autres actionnaires, soutenant le président du directoire Martin Winterkorn,,.

#### OPA de Porsche sur Volkswagen
Dépassant le seuil de 30 % des droits de vote chez Volkswagen et ayant un bénéfice qui se chiffre en milliards, Porsche lance une OPA sur Volkswagen le 30 avril 2007. Pour Ferdinand Piëch, il est hors de question de voir cette offensive réussir. Wolfgang Porsche, benjamin des fils de Ferry Porsche et donc cousin de Ferdinand, alors à la tête du conseil de surveillance de l'entreprise familiale (et épaulé par Wendelin Wiedeking, présidant le directoire), emprunte à tour de bras pour pouvoir soumettre son cousin et l'empire Volkswagen. Toutefois, il néglige l'importance de la « loi Volkswagen » qui mentionne entre autres qu'un investisseur ne peut avoir plus de 20 % des voix au conseil de surveillance quel que soit le nombre d'actions qu'il possède. Wolfgang pense alors pouvoir abroger le texte comme le demande l'Union européenne mais c'est sans compter sur les ressources et les compétences de son cousin qui parvient avec ses contacts politiques à sauvegarder la loi. Finalement, c'est Volkswagen qui se retrouve en position de force et qui rachète Porsche.

#### Désengagement
En 2017, Ferdinand Piëch vend l'essentiel de ses parts dans Porsche SE, l'actionnaire principal de Volkswagen, pour près d'un milliard d'euros.

### Décès
Ferdinand Piëch meurt « subitement et de manière inattendue » le 25 août 2019 à l’âge de 82 ans.
Sa veuve se voit soumise à une « clause de célibat ». Elle ne pourra conserver la fortune héritée de son mari que si elle renonce à se remarier.

## Voitures mises au point par Ferdinand Piëch
- Porsche 917
- Audi Quattro
- Audi 100 III
- Audi 200
- Volkswagen Golf IV
- Bugatti Veyron 16.4
- Volkswagen XL1
- Volkswagen Passat B5
- Volkswagen Phaeton
- Audi R8[20].